# James Smith (Boxer)
James „Bonecrusher“ Smith (* 3. April 1953 in Magnolia, North Carolina) ist ein ehemaliger US-amerikanischer Schwergewichtsboxer und WBA-Weltmeister.

## Laufbahn
Smith machte einen College-Abschluss an der Shaw University und wurde erst mit 28 Jahren Profi, verlor allerdings gleich seinen ersten Kampf 1981 gegen James Broad durch Technischen K. o.
Nach einer Serie von dreizehn Siegen wurde er 1984 als Gegner des zu diesem Zeitpunkt ungeschlagenen Frank Bruno nach England eingeladen. Er lag bis zur letzten Runde nach Punkten deutlich zurück, konnte den Kampf aber durch einen K. o. noch zu seinen Gunsten entscheiden. Das brachte ihm einen Titelkampf gegen Larry Holmes ein, in dem er allerdings chancenlos war und in der elften Runde vorzeitig verlor.
1985 unterlag er Tony Tubbs, konnte Jose Ribalta schlagen und unterlag dann Tim Witherspoon jeweils nach Punkten. Marvis Frazier, der Sohn von Joe Frazier, schlug ihn 1986, doch Smith fand mit einem Erstrunden-K.-o. gegen Ex-WBA-Weltmeister Mike Weaver und einem Punktsieg über David Bey auf die Erfolgsspur zurück.
Am 12. Dezember 1986 boxte er ein zweites Mal gegen Witherspoon, diesmal ging es um den WBA-Titel. Witherspoon war in einen Prozess mit Don King verwickelt, unterschätzte Smith wohl auch wegen seines klaren Siegs zuvor. Der „Bonecrusher“ nutzte das eiskalt aus, schlug ihn mit seiner Schlaghand gleich in der ersten Runde K. o. und sicherte sich somit den Weltmeistertitel.
Bereits in seiner ersten Titelverteidigung verlor er jedoch den Gürtel in einem Vereinigungskampf mit dem jungen, aufstrebenden WBC-Titelträger Mike Tyson.
Seine Karriere dauerte noch weitere zwölf Jahre, aber dennoch gelang ihm nie wieder ein bedeutender Sieg. So unterlag er unter anderem Donovan Ruddock, Greg Page, Michael Moorer, Axel Schulz, Joe Bugner und in seinem letzten Kampf 1999 noch einmal Larry Holmes.